# Lani Pallister
Lani Pallister (n. 6 iunie 2002, Sydney, Noul Wales de Sud, Australia) este o înotătoare australiană, medaliată olimpică. A participat la 1 ediție a Jocurilor Olimpice (2024) în care a câștigat 1 medalie de aur.

## Participări
Lista de mai jos prezintă principalele competiții la care a participat Lani Pallister de-a lungul carierei.
- Natație la Jocurile Olimpice de vară din 2024 - 4x200 m liber (feminin)